# Methanolobus
En taxonomía, Methanolobus es un género dentro de la familia Methanosarcinaceae.
Estos organismos son estrictamente anaerobios y viven exclusivamente mediante la producción de metano, pero las especies de Methanolobus no pueden usar dióxido de carbono con hidrógeno, acetato ni formiato, solamente compuestos de metilo. Las células son en forma de coco irregular y aproximadamente 1 μm en diámetro. No forman endosporas, teñien Gram negativo y son solo a veces móviles, por medio de un solo flagelo. Se encuentran en los sedimentos de lagos y océanos sin oxígeno.

## Otras lecturas

### Revistas científicas
- Springer E; Sachs MS; Woese CR; Boone DR (1995). «Partial gene sequences for the A subunit of methyl-coenzyme M reductase (mcrI) as a phylogenetic tool for the family Methanosarcinaceae». Int. J. Syst. Bacteriol. 45 (3): 554-559. PMID 8590683. doi:10.1099/00207713-45-3-554.
- Sowers KR; Johnson JL; Ferry JG (1984). «Phylogenic relationships among the methylotrophic methane-producing bacteria and emendation of the family Methanosarcinaceae». Int. J. Syst. Bacteriol. 34 (4): 444-450. doi:10.1099/00207713-34-4-444.
- Konig H; Stetter KO (1982). «Isolation and characterization of Methanolobus tindarius, sp. nov., a coccoid methanogen growing only on methanol and methylamines». Zentralbl. Bakteriol. Parasitenkd. Infektionskr. Hyg. Abt. 1 Orig. C3: 478-490.
- Balch WE; Fox GE; Magrum LJ; Woses CR et al. (1979). «Methanogens: reevaluation of a unique biological group». Microbiol. Rev. 43 (2): 260-296. PMC 281474. PMID 390357.

### Bases de datos científicos
- PubMed
- PubMed Central
- Google Scholar